# Ailier (aviateur)
Pour les articles homonymes, voir Ailier.

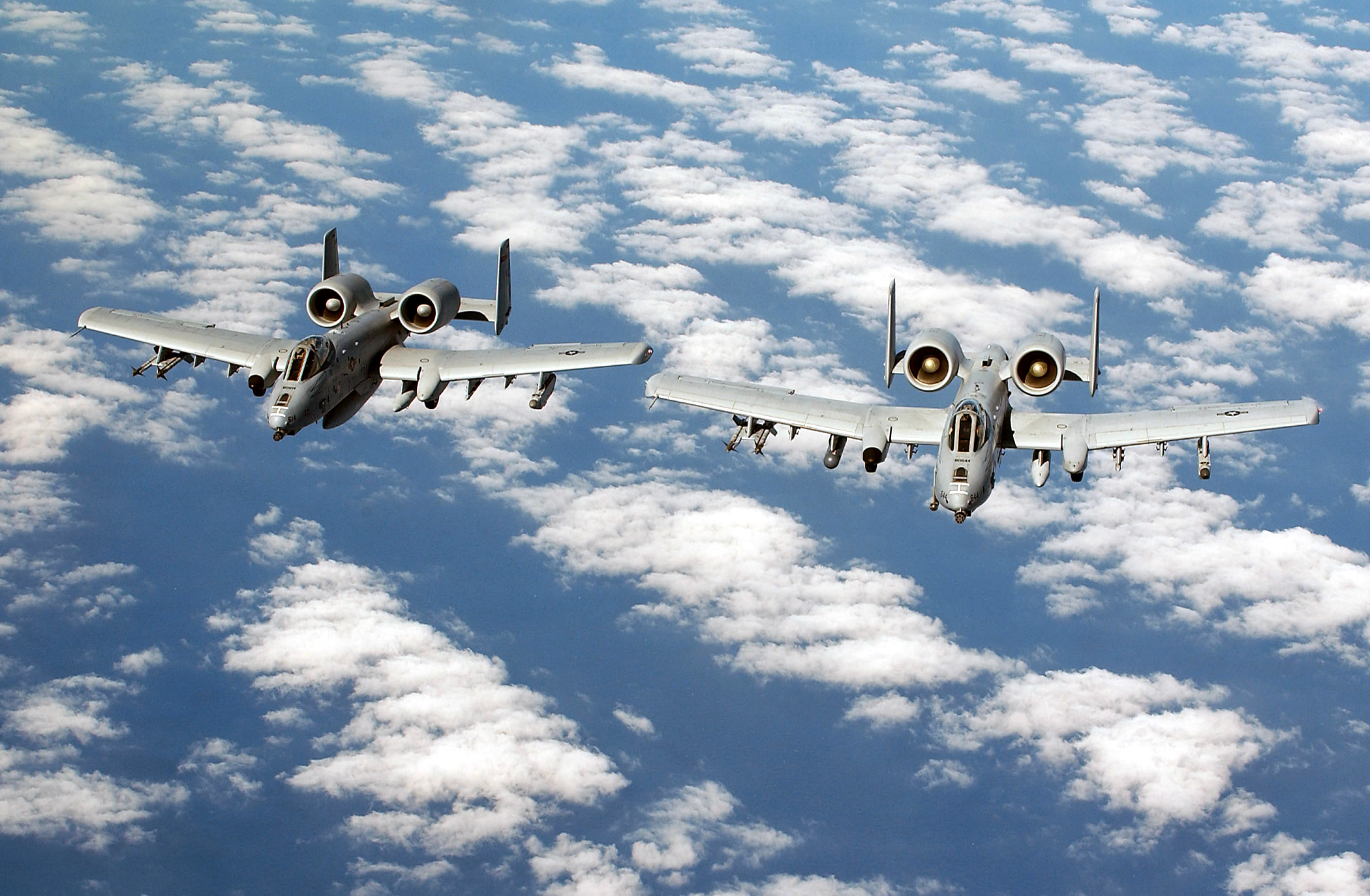
Pilote et son ailier

Un ailier, aussi connu sous l'appellation anglo-saxonne wingman, est un pilote qui soutient un autre lors d'un vol en formation, qu'il soit militaire ou civil et pour ce dernier cas notamment dans le cadre des patrouilles acrobatiques.
Le terme ailier était à l'origine une référence à l'avion à côté et légèrement derrière l'avion de tête (leader) dans une formation. 
Dans le cas militaire, l'ailier permet d'ajouter un élément de soutien en combat aérien. 